# Ernesto Gómez Cruz
Ernesto Gómez Cruz (Veracruz, 7 de novembro de 1933 – 7 de abril de 2024) foi um ator mexicano.

## Filmografia
- 1966: Los Caifanes Juan Ibáñez.
- 1969: Siempre hay una primera vez.
- 1969: El Águila Descalza de Alfonso Aráu.
- 1970: Emiliano Zapata de Felipe Cazals.
- 1972: Los Cacos
- 1972: Aquellos Años de Felipe Cazals.
- 1974: Tívoli de Alberto Isaac.
- 1974: Auandar Anapu de Rafael Corquidi
- 1975: Cadena perpetua de Arturo Ripstein.
- 1975: Canoa de Felipe Cazals.
- 1975: Actas de Marusia de Miguel Littín
- Figuras de la Pasión y Las Lupitas de Rafael Corkidi.
- 1979: La víspera de Alejandro Pelayo.
- 1982: Retrato de una mujer casada (de Alberto Bojórquez) … Guillermo Rivas
- 1983: El imperio de la fortuna de Arturo Ripstein.
- 1983: El norte, dirigido por Gregory Nava.
- 1987: Mariana, Mariana de Alberto Isaac … Jardinero.
- 1994: El callejón de los milagros Don Rutilio, de Jorge Fons
- 1999: La ley de Herodes de Luis Estrada
- 2002: El crimen del padre Amar de Carlos Carrera
- 2005: Un mundo maravilloso de Luis Estrada.
- 2010: El Infierno.
- 2010: Un mexicano más.

## Morte
Ernesto morreu no dia 7 de abril de 2024, aos 90 anos.